# 貝格塔區
11°01′15″S 77°38′15″W / 11.0208°S 77.6376°W
貝格塔區（西班牙語：Distrito de Végueta），是秘魯的一個區，位於該國中南部利馬大區的瓦烏拉省，始建於1920年8月23日，面積253.9平方公里，海拔高度12米，2005年人口18,113，人口密度每平方公里71人。